# 方丹苏蒙迪迪耶
方丹苏蒙迪迪耶（法語：Fontaine-sous-Montdidier，法語發音：[fɔ̃tɛn su mɔ̃didje]，意为“蒙迪迪耶下方的方丹苏”）是法国上法蘭西大區索姆省的一个市镇，属于蒙迪迪耶区。

## 地名
“方丹”（Fontaine）意为“泉”。法语地名通名在“枫丹白露”（Fontainebleau）等少数拥有传统译名的地名中译作“枫丹”，不过在《世界地名翻译大辞典》、《世界地名译名词典》和《法国地图册》等主流地名译名类书籍资料中多译作“方丹”。

## 地理
方丹苏蒙迪迪耶（49°39'25"N, 2°31'7"E）面积9.03 平方千米，位于法国上法蘭西大區索姆省，该省份为法国北部沿海省份，北起加来海峡省和北部省，西接滨海塞纳省和大西洋英吉利海峡，南至瓦兹省，东临埃纳省。
与方丹苏蒙迪迪耶接壤的市镇（或旧市镇、城区）包括：布鲁瓦、康蒂尼、勒卡尔多努瓦、库尔特芒什、格拉蒂比、格里韦讷、马雷斯特蒙捷、梅尼勒圣乔治、维莱图尔内勒。
方丹苏蒙迪迪耶的时区为UTC+01:00、UTC+02:00（夏令时）。

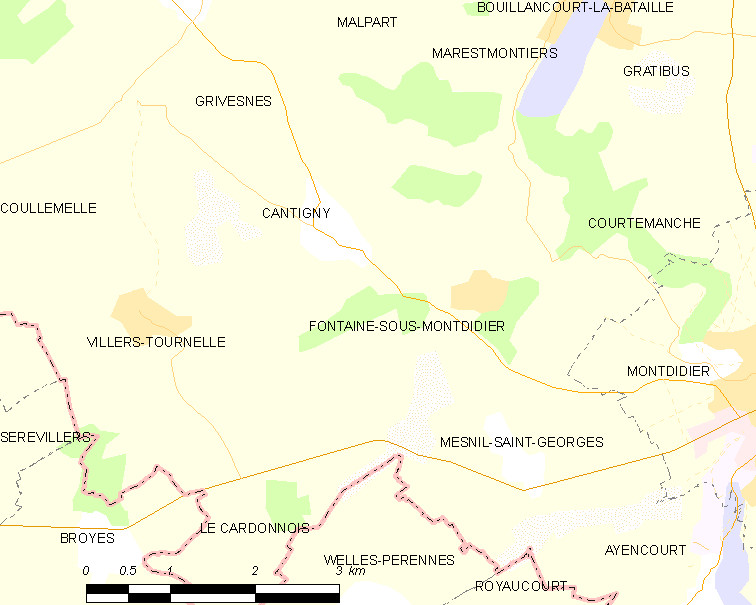
方丹苏蒙迪迪耶的OSM定位图

## 行政
方丹苏蒙迪迪耶的邮政编码为80500，INSEE市镇编码为80326。

## 政治
方丹苏蒙迪迪耶所属的省级选区为鲁瓦县。

## 人口

1962-2008年间方丹苏蒙迪迪耶人口变化图示

方丹苏蒙迪迪耶于2022年1月1日时的人口数量为98人。